# Павильон № 14 «Азербайджан» на ВДНХ
Павильон «Азербайджан» — четырнадцатый павильон ВДНХ, построенный в 1939 году, и реконструированный в 1967 году. Изначально носил название «Азербайджанская ССР», после 1964 года — «Вычислительная техника». 
Его историческое здание является типичным образцом Сталинской эклектики. За архитектурный проект павильона арх. С. А. Дадашев и М. А. Усейнов были удостоены Сталинской премии II степени.

## История
Павильон был построен в 1939 году по проекту архитекторов Садыха Дадашева и Микаэля Усейнова. Облик павильона был решён в стиле сталинского ампира с добавлением азербайджанских этнических мотивов. В плане павильон прямоугольный, стены облицованы мрамором, главный фасад украшен 16-метровым двухколонным портиком, декорированным народными узорами, золочёными решётками и орнаментальной росписью по золоту с изображением виноградных лоз. На фризе портика располагалась надпись «Азербайджанская ССР» на азербайджанском и русском языках. Окна павильона украшали шебеке — резные деревянные решётки со вставленными в них цветными стёклами. Экспозиция павильона была посвящена достижениям Азербайджанской ССР в сфере промышленности (в особенности, добычи нефти), животноводства, шелководства, растениеводства, сельского хозяйства, а также культуры, искусства и быта. В 1959 году павильон был частично реконструирован путём пристройки к нему зала с оранжереей, в которой выращивались растения, привезённые из республики. В центре оранжереи находился аквариум с рыбами из Каспийского моря.
В 1964 году тематика была полностью изменена, и в павильоне разместилась экспозиция «Вычислительная техника», демонстрировавшая посетителям новейшие разработки советских конструкторов в этой отрасли и производстве электронно-вычислительных и управляющих машин в Советском Союзе.
В 1967 году была проведена реконструкция павильона по проекту архитектора Л. И. Мариновского, изменившая его облик до неузнаваемости. Главный фасад был закрыт глухим металлическим коробом с остеклённым первым этажом. На новом фасаде были размещены металлические буквы «ВТ» («Вычислительная техника»). При этом исторический фасад при реконструкции не пострадал и остался внутри.

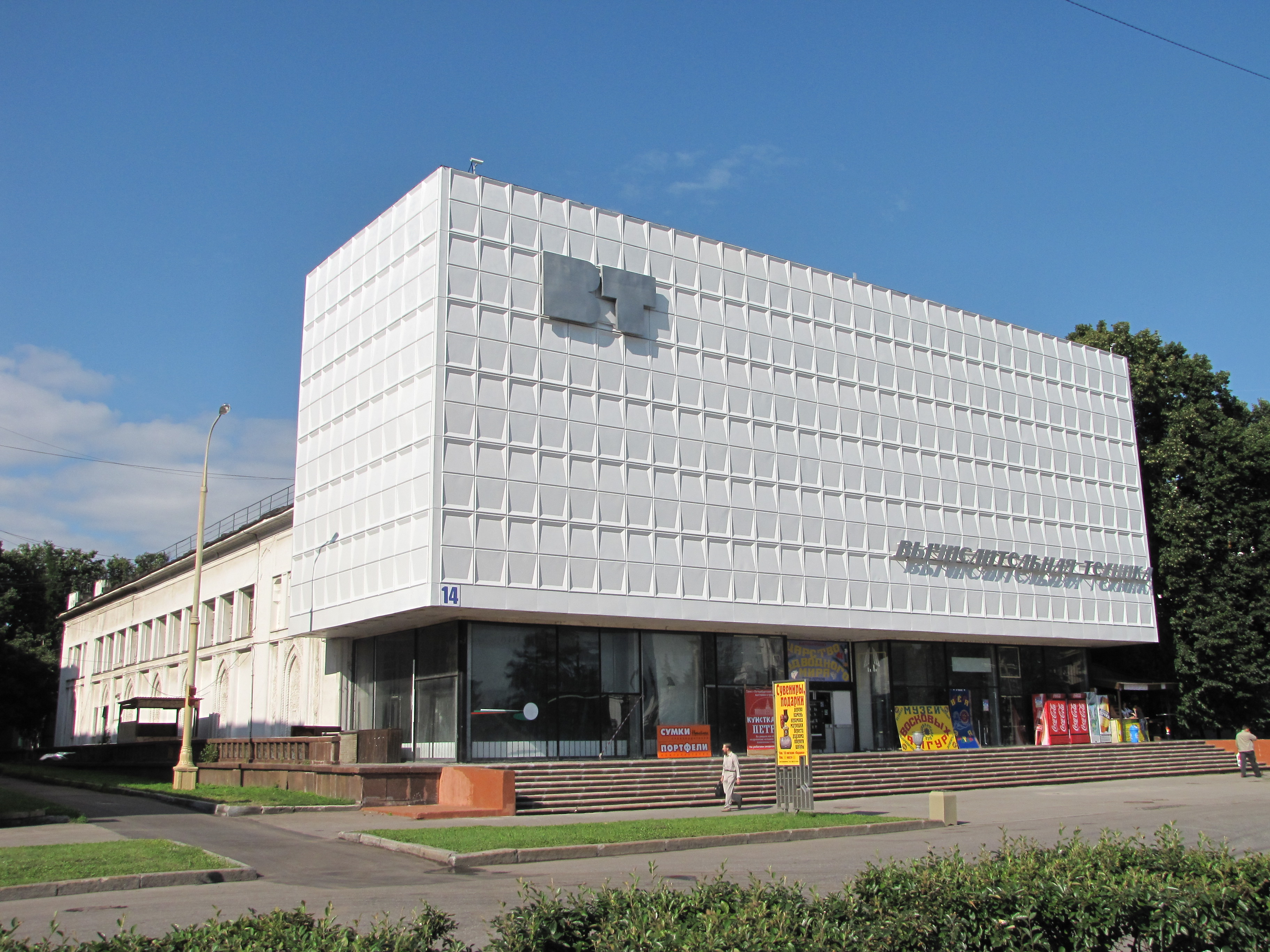
Вид павильона с 1966 по 2014 год

В 1990-е годы экспозиция была упразднена, и павильон использовался в целях торговли. Также, до 2013 года, в нём размещался небольшой музей восковых фигур. В 2014 году была проведена реставрация павильона, в ходе которой был демонтирован фасад 1967 года, и павильону возвращён его первоначальный вид. Эти работы встретили критику со стороны общественного движения «Архнадзор», ряд участников которого настаивал на исторической ценности фасада 1967 года. В 2016 году павильону была возвращена первоначальная тематика, и он был официально передан Азербайджану. Планируется создание в павильоне азербайджанского торгово-выставочного центра.

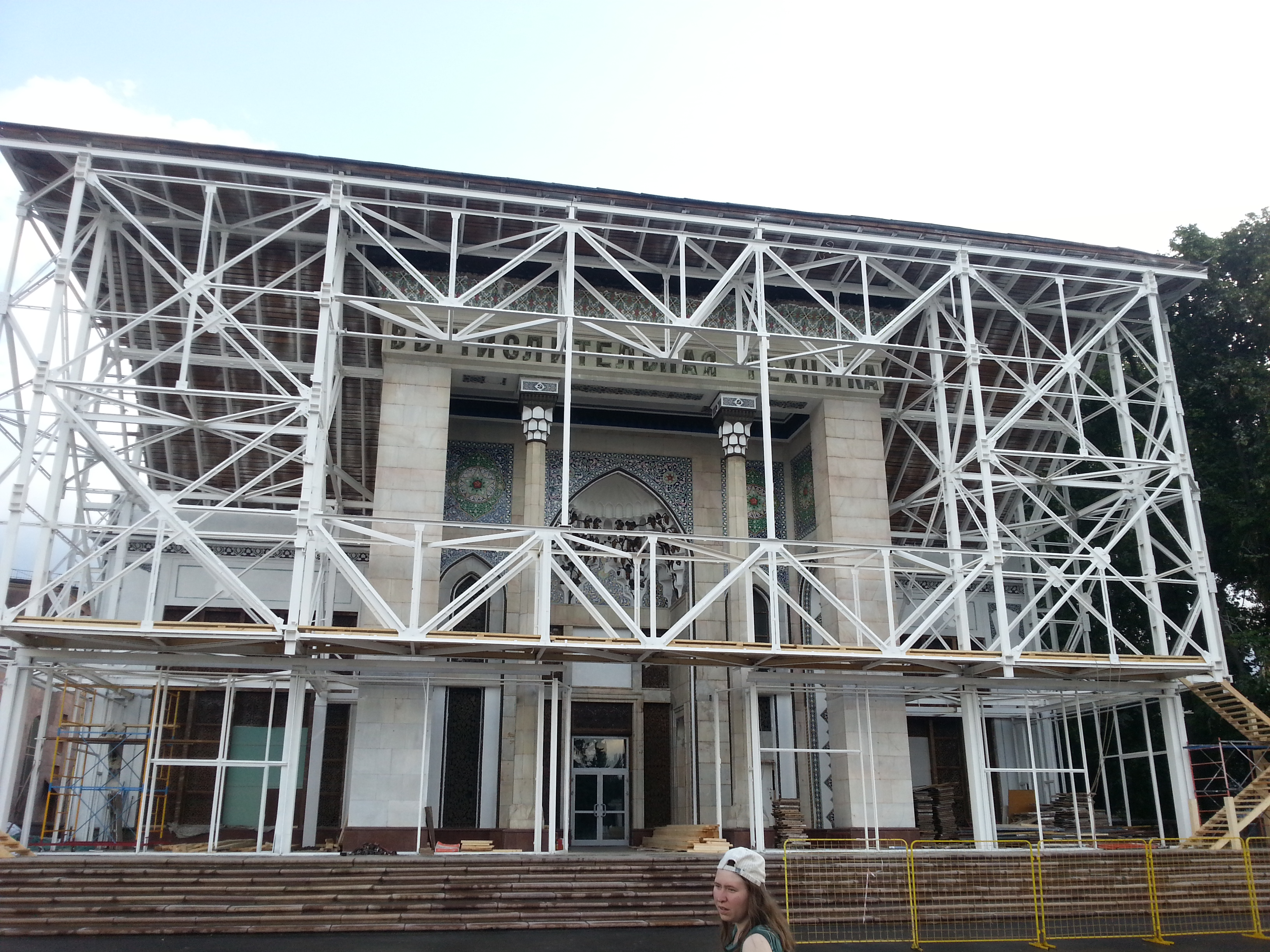
Реконструкция и возвращение первоначального облика (2014)

23 ноября 2019 года состоялась церемония открытия обновлённого павильона «Азербайджан».

## Галерея

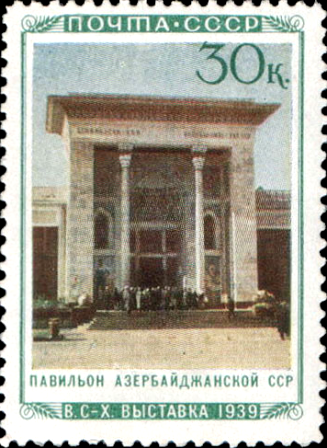
Первый павильон на почтовой марке СССР
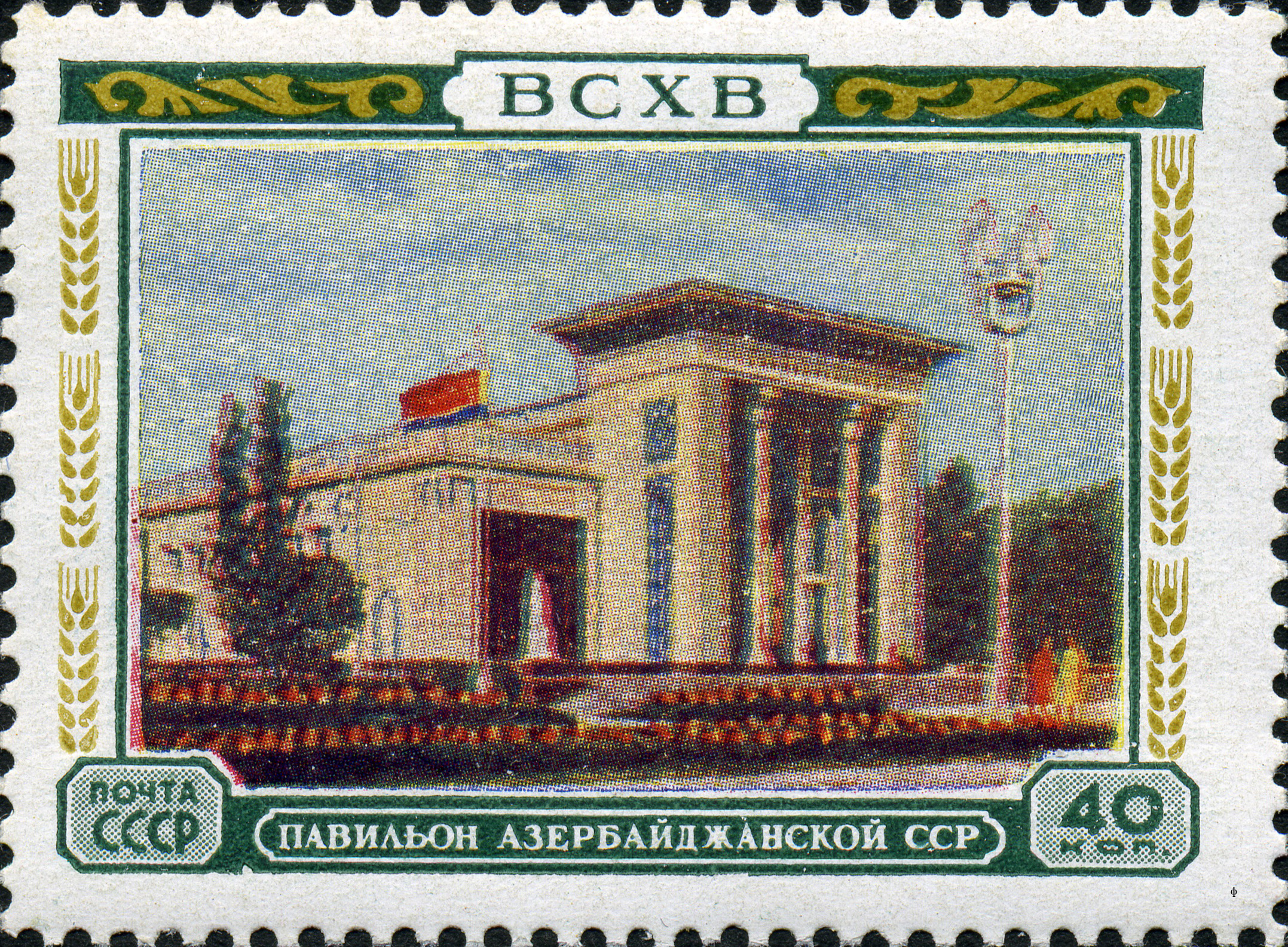
Павильон Азербайджанская ССР с флагом Азербайджанской ССР на почтовой марке СССР
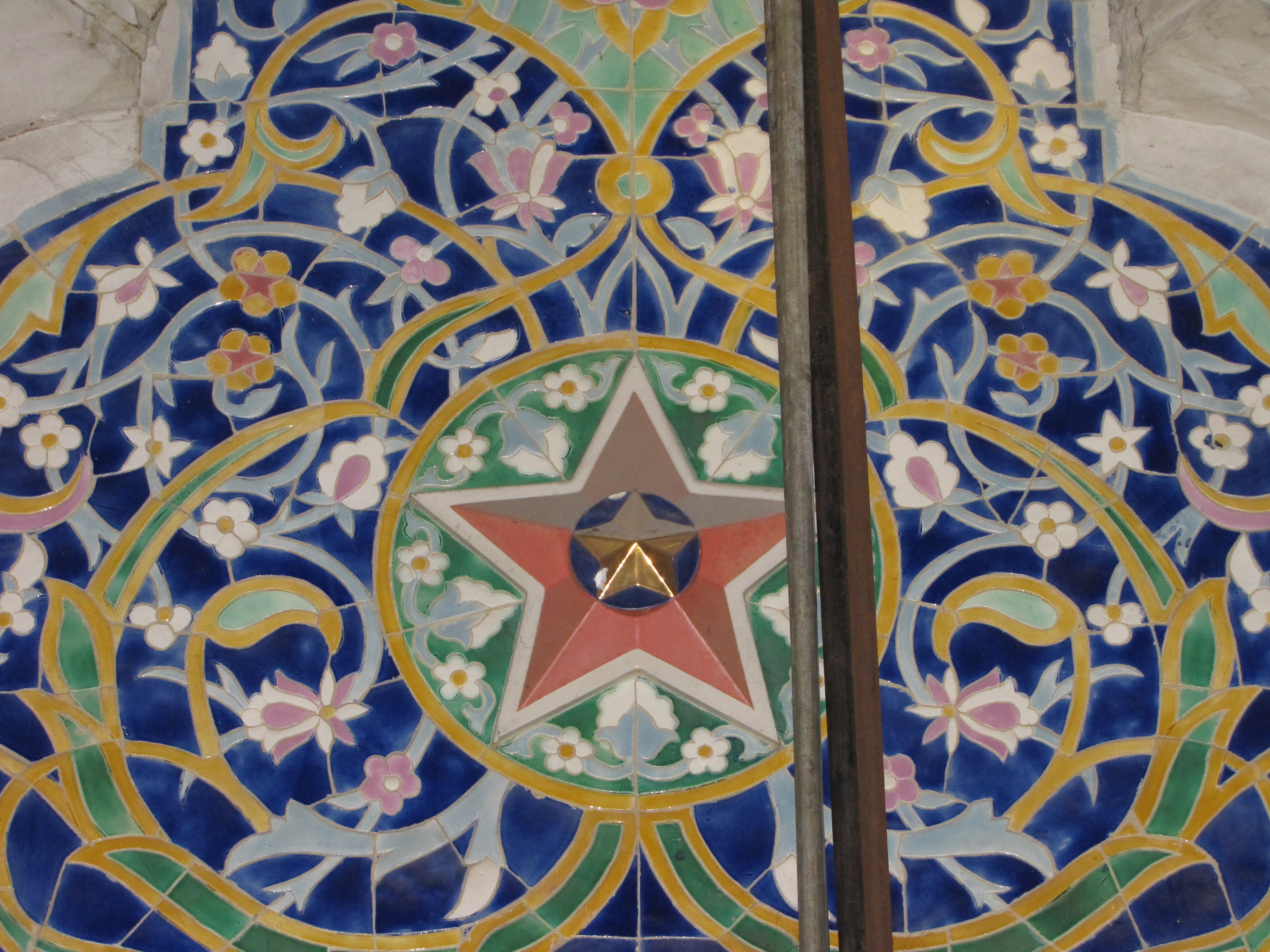
Находки первоначального декора после раскрытия 2014 года
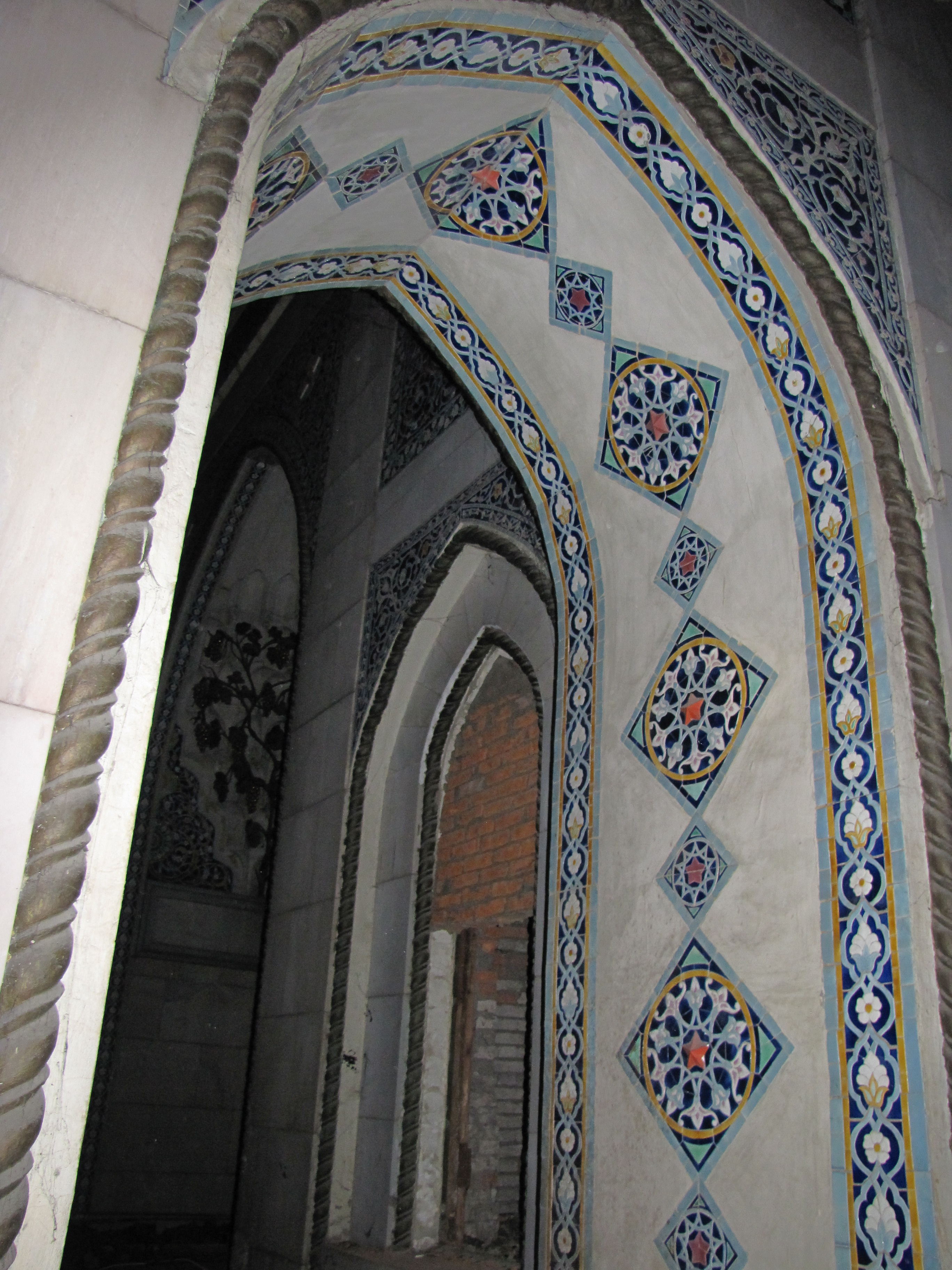
Находки первоначального декора после раскрытия 2014 года
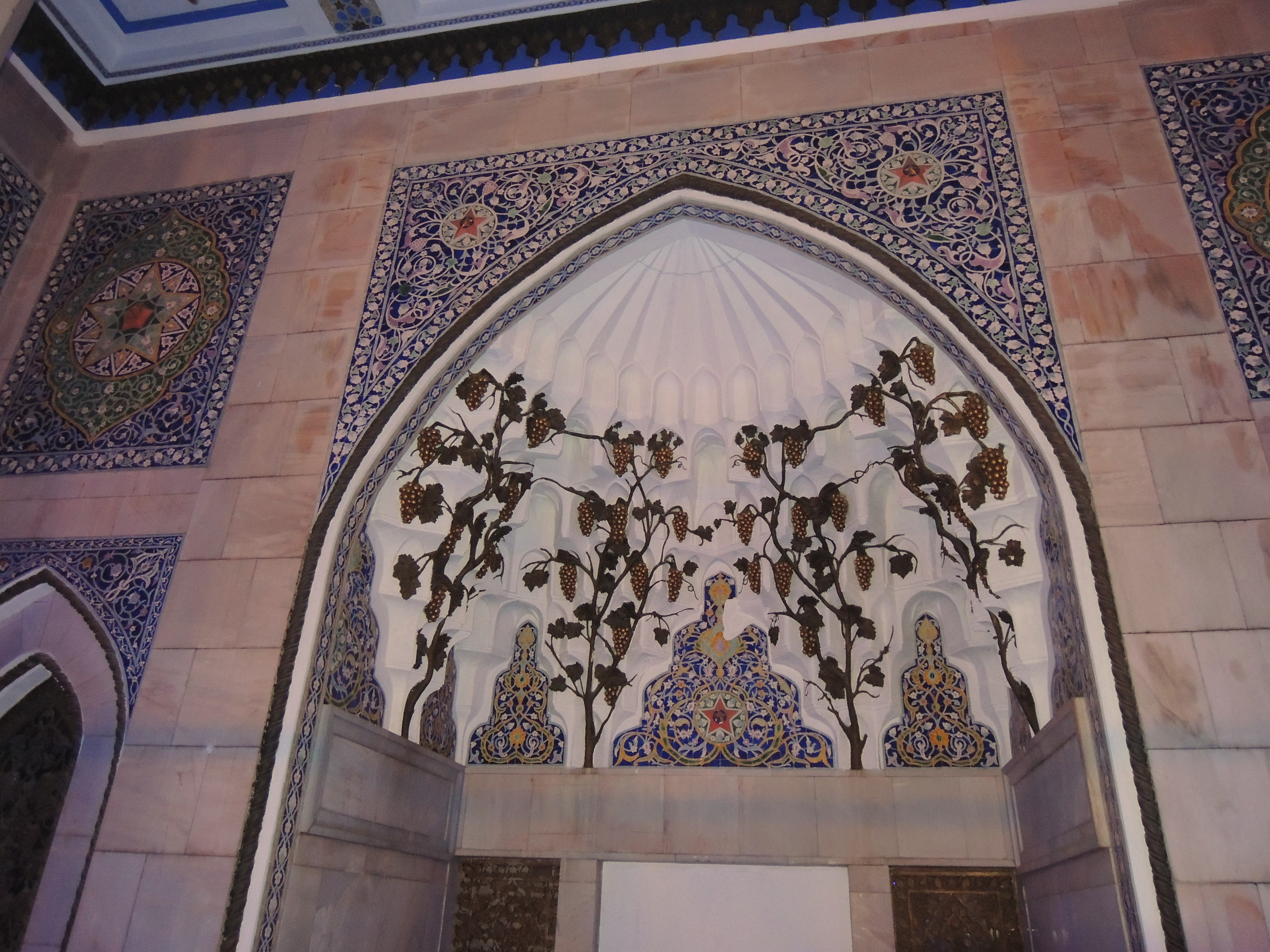
Находки первоначального декора после раскрытия 2014 года